# Молибдофосфат натрия
Молибдофосфат натрия — неорганическое соединение,
осно́вная соль натрия, молибдена и фосфорной кислоты
с формулой Na3PO4•12MoO3,
кристаллы,
растворяется в воде,
образует кристаллогидраты.

## Получение
- Смешение растворов дигидрофосфата натрия и молибдата натрия:

{\displaystyle {\mathsf {12Na_{2}MoO_{4}+12NaH_{2}PO_{4}\ {\xrightarrow {}}\ Na_{3}PO_{4}\cdot 12MoO_{3}+11Na_{3}PO_{4}+12H_{2}O}}}

## Физические свойства
Молибдофосфат натрия образует кристаллы.
Образует кристаллогидраты переменного состава Na3PO4•12MoO3•x H2O.